# Physotrichia buchananii
Physotrichia buchananii är en flockblommig växtart som beskrevs av George Bentham och Daniel Oliver. Physotrichia buchananii ingår i släktet Physotrichia och familjen flockblommiga växter. Inga underarter finns listade i Catalogue of Life.